# Juegos Olímpicos de Sapporo 1972
Los Juegos Olímpicos de Sapporo 1972, oficialmente conocidos como XI Juegos Olímpicos de Invierno (en japonés: 第11回オリンピック冬季競技大会, romanizado: Dai Jūichi-kai Orinpikku Tōkikyōgi Taikai), simplemente llamados Sapporo 1972 (en japonés: 札幌1972) fueron un evento multideportivo internacional que tuvo lugar en la ciudad de Sapporo, Japón entre el 3 y el 13 de febrero de 1972. Fueron los primeros Juegos Olímpicos de Invierno celebrados fuera de Europa y América del Norte. Participaron 1006 atletas (801 hombres y 205 mujeres) de 37 países.

## Elección de la sede
Inicialmente Sapporo había ganado el derecho a organizar los Juegos de 1940, pero Japón rehusó dicha organización tras la invasión de China en 1937. Posteriormente los juegos serían cancelados a causa de la Segunda Guerra Mundial.
Sapporo compitió con Banff, Alberta, Canadá; Lahti, Finlandia; y Salt Lake City, Utah, Estados Unidos. La elección se realizó en el marco de la 64 reunión del COI que tuvo lugar el 26 de abril de 1962 en Roma. Los organizadores de los Juegos lograron grandes beneficios fundamentalmente a través de la venta de los derechos televisivos.
| Ciudad         | País           | Ronda 1 |
| Sapporo        | Japón          | 32      |
| Banff          | Canadá         | 16      |
| Lahti          | Finlandia      | 7       |
| Salt Lake City | Estados Unidos | 7       |

## Antorcha olímpica
Del 28 de diciembre de 1971 al 13 de febrero de 1972, 16300 relevistas llevaron la llama olímpica en un recorrido de 18741 kilómetros que comenzó en Grecia (Olimpia - Atenas) y luego pasó a Japón llegando a Okinawa y luego a Tokio. Saliendo de Tokio, la antorcha siguió dos rutas a través de la isla de Honshu:
- Nagano - Niigata - Akita - Aomori
- Utsunomiya - Sendai - Aomori

Desde Aomori, la llama llegó en barco a Hakodate y "porciones" de la misma llegaron a Wakkanai y Kushiro. Después, la antorcha siguió 3 rutas a través de la isla de Hokkaido:
- Wakkanai - Sapporo
- Hakodate - Sapporo
- Kushiro - Nemuro - Urakawa - Sapporo[4]

## Grandes momentos
- Fueron los primeros Juegos en los que un español ha obtenido una medalla en una prueba masculina. El esquiador Francisco Fernández Ochoa, más conocido como Paquito Fernández Ochoa, consiguió la medalla de oro en el slalom.
- Con anterioridad a esta edición, Japón no había logrado ninguna medalla en Juegos Olímpicos de Invierno. En Sapporo lograría tres medallas, gracias al triplete logrado en saltos de esquí.
- Galina Kulakova de la Unión Soviética logró tres medallas de oro en Esquí nórdico.
- El patinador holandés Ard Schenk obtuvo otras tres medallas de oro.
- La esquiadora alpina suiza Marie-Thérès Nadig se impuso tanto en descenso como en slalom.
- Magnar Solberg de Noruega se convirtió en la primera deportista en repetir victoria en una prueba individual al vencer en la prueba de los 20 km de biatlón, tras haberlo logrado en los Juegos de Grenoble.[5]
- Los patinadores estadounidenses Anne Henning y Diane Holum realizaron la mejor actuación hasta ese momento para los Estados Unidos consiguiendo dos medallas de oro, una de plata y una de bronce.[3]
- Por última vez en unos Juegos, un esquiador logró la medalla de oro utilizando esquís fabricados totalmente de madera.[6]

## Eventos celebrados
- Biatlón
- Bobsleigh
- Combinada nórdica
- Esquí alpino
- Esquí de fondo
- Hockey sobre hielo
- Luge
- Patinaje artístico
- Patinaje de velocidad
- Saltos de esquí

## Países participantes
Alemania Occidental, Alemania Oriental, Argentina, Australia, Austria, Bélgica, Bulgaria, Canadá,  Checoslovaquia, Corea del Norte, Corea del Sur, España, Estados Unidos, Filipinas, Finlandia, Francia, Grecia,  Hungría, Irán, Italia, Japón, Líbano, Liechtenstein, Mongolia, Noruega, Nueva Zelanda, Países Bajos, Polonia, Reino Unido, Rumania,  Suecia, Suiza, Taiwán, Unión Soviética y Yugoslavia.

## Medallas
| XI Juegos Olímpicos de Invierno |                 |     |       |        |       |
| Pos                             | País            | Oro | Plata | Bronce | Total |
| 1                               | Unión Soviética | 8   | 5     | 3      | 16    |
| 2                               | RDA             | 4   | 3     | 7      | 14    |
| 3                               | Suiza           | 4   | 3     | 3      | 10    |
| 4                               | Holanda         | 4   | 3     | 2      | 9     |
| 5                               | Estados Unidos  | 3   | 2     | 3      | 8     |
| 6                               | RFA             | 3   | 1     | 1      | 5     |
| 7                               | Noruega         | 2   | 5     | 5      | 12    |
| 8                               | Italia          | 2   | 2     | 1      | 5     |
| 9                               | Austria         | 1   | 2     | 2      | 5     |
| 10                              | Suecia          | 1   | 1     | 2      | 4     |
| 11                              | Japón           | 1   | 1     | 1      | 3     |
| 12                              | Checoslovaquia  | 1   | 0     | 2      | 3     |
| 13                              | Polonia         | 1   | 0     | 0      | 1     |
| 13                              | España          | 1   | 0     | 0      | 1     |
| 15                              | Finlandia       | 0   | 4     | 1      | 5     |
| 16                              | Francia         | 0   | 1     | 2      | 3     |
| 17                              | Canadá          | 0   | 1     | 0      | 1     |